# Marcha ao Mar
No contexto da Guerra Civil dos Estados Unidos, a Marcha ao Mar, ou a Campanha de Savannah, foi a incursão federal realizada no fim de 1864 através do território da Geórgia. As tropas incursoras eram constituídas  pelos Exércitos do Cumberland (George Henry Thomas), do Tennessee (James B. McPherson) e do Ohio (John M. Schofield), sob comando geral do Maj. General William Tecumseh Sherman. A marcha começou com a força de Sherman deixando a cidade  de Atlanta em 15 de Novembro e terminou com a captura do porto de Savannah em 21 de Dezembro. A campanha, frequentemente designada como a primeira realizada de acordo com o conceito moderno de guerra total,  causou extensos danos à infra-estrutura econômica e ao moral combativo dos confederados.
Até Outubro, Sherman perseguia o Exército confederado de Tennessee de John Bell Hood pela Georgia, sem contudo conseguir provocar uma batalha decisiva. Notando a esterilidade da estratégia, resolveu seguir com 62 mil homens para o sul, no que se tornaria a Marcha ao Mar. Para lidar com Hood, que ameaçava retornar a Tennessee, deixou para trás Schofield e Thomas. Esses dois generais derrotaram  Hood sucessivamente nas batalhas de Franklin e Nashville de forma tão contundente que o Exército de Tennessee dos confederados cessaria de existir como força de combate eficaz.
Na sua marcha pela Georgia, Sherman mudou a face da guerra: em vez de buscar engajamento com as forças inimigas, destruía sistematicamente toda a infra-estrutura econômica que sustentava as forças rebeldes, antecipando os conceitos da Guerra Total. Ele rompeu o contato com suas bases de suprimento, vivendo do que tomava da população.
Naturalmente, essa estratégia impunha grande sofrimento aos civis. Para Sherman, a sua atitude era moralmente justificável sob dois aspectos. Primeiro, o apoio do povo da Georgia a rebelião desqualificava-nos como parte inocente. Segundo, a crueldade seria inerente à guerra e abster-se de tomar medidas que pudessem abreviá-la, por mais duras que fossem, apenas aumentaria o sofrimento de todos os envolvidos. Sherman acreditava acertadamente que muitos confederados abandonariam a luta para socorrer suas famílias que passavam privações, e que isso pouparia muitas vidas, dos dois lados.
Em 21 de Dezembro, tendo percorrido 480 km e feito a "Georgia urrar" como havia prometido, Sherman encerra a campanha tomando a cidade de Savannah no litoral, ofertando-a como presente de Natal ao presidente Lincoln.